# Claire Michel
Claire Michel (Bruxelas, 13 de outubro de 1988) é uma triatleta profissional belga.

## Carreira
Ela é filha da ex-nadadora olímpica belga Colette Crabbé, que competiu em Montreal 1976.

### Rio 2016
Claire Michel disputou os Jogos do Rio 2016, não completando a prova. 